# Doesarananeun moksori / Yomigaeru Koe
Doesarananeun moksori (koreanisch 되살아나는 목소리) / Yomigaeru Koe (japanisch よみがえる声) (englisch Voices of the Silenced) feierte am 18. Februar 2024 auf der 74. Berlinale internationale Premiere. Dieser Dokumentarfilm wurde auf der Berlinale in der Sektion Forum Special gezeigt.

## Handlung
Der Dokumentarfilm mit dem koreanisch-japanischen Titel Doesarananeun moksori / Yomigaeru Koe zeigt Interviews und Aufnahmen aus dem Leben von Zainichi, Mitgliedern der koreanischen Minderheit in Japan. Thematisiert werden ihre Diskriminierung, von ihnen geleistete Zwangsarbeit und ihr Erleben des Atombombenabwurfs auf Hiroshima. In einer Zusammenfassung für das Busan International Filmfestival wurde der Filminhalt folgendermaßen umschrieben: Doesarananeun moksori / Yomigaeru Koe „is an archive of Zainichi Koreans’ resistance and struggle and a remarkable autobiography of a woman who knows no defeat.“ (ist ein Archiv des Widerstands und des Kampfes der Zainichi-Koreaner und eine bemerkenswerte Autobiographie einer Frau, die keine Niederlage kennt).

## Produktion
Die Regisseurin Park Soo-nam (* 1935) gehört der in Japan lebenden Zainichi Minderheit der zweiten Generation an. Sie schrieb mehrere Bücher und drehte ab 1985 verschiedene Filme, die sich mit dem Schicksal anderer Zainichi auseinandersetzen.
Entstanden ist Doesarananeun moksori / Yomigaeru Koe aus alten, bislang unveröffentlichten Filmaufnahmen von Park Soo-nam. Als sie selbst altersbedingt nicht mehr gut sehen konnte, beschloss sie, mithilfe ihrer Tochter, der Regisseurin Park Maeui, aus alten, von ihr aufgenommenen 16 mm Filmen einen Dokumentarfilm zu machen. Innerhalb des Berlinale-Programms wird das entstandene Werk zu den „Mutter-Tochter-Filmen“ gezählt, in denen Regisseurinnen einerseits ihre Filmkarriere Revue passieren lassen und andererseits die politische Gegenwart kommentieren, indem sie Gewalterfahrungen ins Visier nehmen.
Hinter der Kamera standen Teruya Shinji, Park Maeui, Kim Im-man und Kim Myeong-yoon. Die Musik ist von Mi Yeon und der Schnitt ebenfalls von Park Maeui.

## Rezeption
Lida Bach schrieb auf Moviebreak über den Dokumentarfilm: „Die schiere Masse des von Park Soo-nam zusammengetragenen Materials über die Opfer imperialistischer Gewalt in Japan zu bewältigen, gelingt den Regisseurinnen nur bedingt. Das Verantwortungsgefühl – sowohl gegenüber den Zeugnissen der Betroffenen als auch seitens Co-Regisseurin Park Maeui für die Arbeit ihrer Mutter – ist lobenswert.“ Bach kommt zu dem Schluss, dass das Verdienst von Doesarananeum moksori / Yomigaeru Koe eher historisch als filmisch sei.

## Auszeichnungen und Nominierungen
- 2023: Teilnahme am 28. Busan International Filmfestival[1]
- 2024: Internationale Filmfestspiele Berlin 2024